# フーカスグリーン
フーカスグリーン(英；Hooker's green)は、グリーン系に属する色名。色名があらわすとおり画家のHooker(ウィリアム・フッカー (植物画家))が由来となっている。フーカースグリーン、フーカーズグリーン、フッカーズグリーン、フッカースグリーン、フーカズグリーンの表記も使われる。

## 概要
この色は、植物画を描くために開発された色である。特に中世は教養としてボタニカルアートが盛んで、その技術は植物の記録や、本への記載のために利用された。その過程のひとつとして世に出ている。かつてはプルシアンブルーとガンボージの混色が利用されたが、ガンボージの毒性、耐久性のある顔料の開発が進み、今日では絵の具メーカーなどはそれぞれ各社の調合レシピに則った製品が売られている。